# Sauber C15
Chronologie des modèles (1996)
Sauber C14 Sauber C16
La Sauber C15 est la monoplace de Formule 1 engagée par l'écurie Sauber lors de la saison 1996 de Formule 1. Elle est pilotée par l'Anglais Johnny Herbert, en provenance de Benetton Formula et l'Allemand Heinz-Harald Frentzen qui effectue sa troisième saison avec l'écurie suisse. Le pilote essayeur est l'Argentin Norberto Fontana. La C15 est mue par un moteur V10 Ford-Cosworth alors qu'elle utilisait un moteur V8 l'année précédente.

## Historique

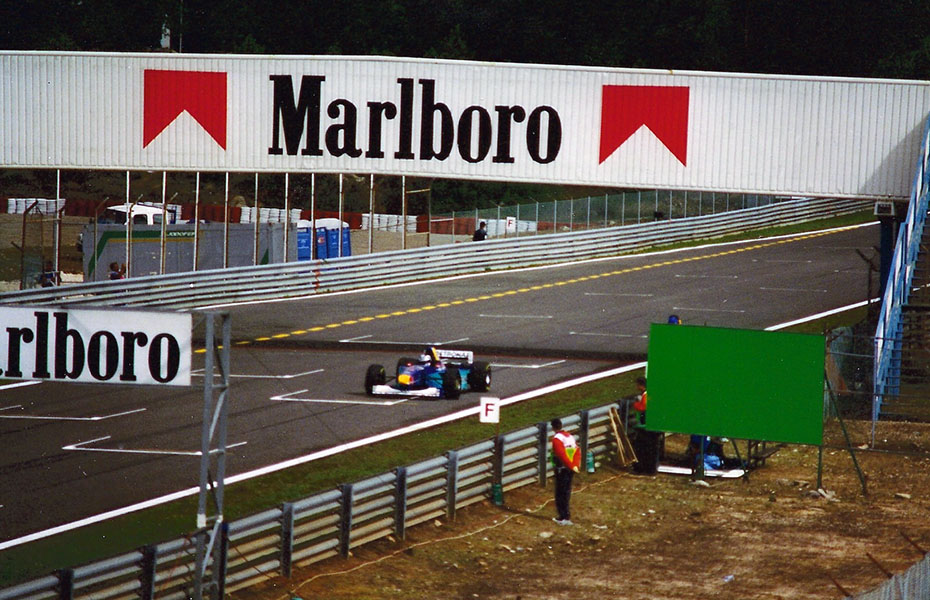
Une Sauber C15 au Grand Prix du Portugal 1996.

La Sauber C15 se distingue de sa devancière, la Sauber C14, par un châssis entièrement nouveau, une nouvelle aérodynamique et une nouvelle boîte de vitesses. En revanche, elle se différencie de ses concurrentes par l'absence de la direction assistée.
En course, la saison commence par une huitième place de Heinz-Harald Frentzen au Grand Prix d'Australie. Un accident dans le premier tour a impliqué Johnny Herbert avec le pilote McLaren Racing David Coulthard et le pilote Jordan Grand Prix Martin Brundle. Si ces deux pilotes reprennent la course de la ligne des stands lors du second départ, Johnny Herbert abandonne, sa voiture étant trop endommagée.
Lors du Grand Prix suivant, au Brésil, les deux pilotes Sauber abandonnent à mi-course sur casse moteur. Heinz-Harald Frentzen ne rallie plus la ligne d'arrivée jusqu'au Grand Prix de Monaco où il termine quatrième, derrière son coéquipier. En Espagne où la course se dispute sous une pluie torrentielle, Heinz-Harald Frentzen obtient une nouvelle quatrième place, finissant à un tour du vainqueur Michael Schumacher tandis que Johnny Herbert abandonne au vingtième tour à la suite d'une sortie de piste.
Au Grand Prix de France, Johnny Herbert, onzième, est disqualifié en raison d'un aileron non conforme. Lors du dernier Grand Prix de la saison, au Japon, Heinz-Harald Frentzen termine sixième, marquant ainsi le dernier point de la saison pour le compte de l'écurie suisse.
À la fin de la saison, Sauber termine septième du championnat des constructeurs avec 11 points, ce qui constitue son plus faible résultat en nombre de points depuis son engagement en Formule 1 en 1993. Heinz-Harald Frentzen prend la douzième place du championnat des pilotes avec sept points tandis que Johnny Herbert est quatorzième avec quatre points.

## Résultats en championnat du monde de Formule 1
| Saison | Écurie               | Moteur                       | Pneus    | Pilotes               | Courses | Courses | Courses | Courses | Courses | Courses | Courses | Courses | Courses | Courses | Courses | Courses | Courses | Courses | Courses | Courses | Points inscrits | Classement |
| Saison | Écurie               | Moteur                       | Pneus    | Pilotes               | 1       | 2       | 3       | 4       | 5       | 6       | 7       | 8       | 9       | 10      | 11      | 12      | 13      | 14      | 15      | 16      | Points inscrits | Classement |
| ------ | -------------------- | ---------------------------- | -------- | --------------------- | ------- | ------- | ------- | ------- | ------- | ------- | ------- | ------- | ------- | ------- | ------- | ------- | ------- | ------- | ------- | ------- | --------------- | ---------- |
| 1996   | Red Bull Sauber Ford | Ford-Cosworth JD Zetec-R V10 | Goodyear |                       | AUS     | BRÉ     | ARG     | EUR     | SMR     | MON     | ESP     | CAN     | FRA     | GBR     | ALL     | HON     | BEL     | ITA     | POR     | JAP     | 11              | 7e         |
| 1996   | Red Bull Sauber Ford | Ford-Cosworth JD Zetec-R V10 | Goodyear | Johnny Herbert        | Np      | Abd     | 9e      | 7e      | Abd     | 3e      | Abd     | 7e      | Dsq     | 9e      | Abd     | Abd     | Abd     | 9e      | 8e      | 10e     | 11              | 7e         |
| 1996   | Red Bull Sauber Ford | Ford-Cosworth JD Zetec-R V10 | Goodyear | Heinz-Harald Frentzen | 8e      | Abd     | Abd     | Abd     | Abd     | 4e      | 4e      | Abd     | Abd     | 8e      | 8e      | Abd     | Abd     | Abd     | 7e      | 6e      | 11              | 7e         |

Légende : ici 